# Филарет (Захарович)
Игу́мен Филаре́т (в миру Фёдор Захарович; 1839, село Климауцы, Буковина, Австро-Венгрия — 11 июля 1901, Москва) — казначей Никольского единоверческого монастыря, миссионер, сподвижник архимандрита Павла Прусского, идеолог перехода старообрядцев в единоверие, церковный писатель.

## Биография
Родился в 1839 году в селе Климауцы близ Белой Криницы на Буковине (ныне жудец Сучава, Румыния), вблизи знаменитого старообрядческого центра в Белой Кринице.
Был участником организации Белокриницкой старообрядческой иерархии.
Несколько лет был архидиаконом, и секретарём-письмоводителем при Белокриницком митрополите Кирилле (Тимофееве), который с января 1849 года возглавил Белокриницкую старообрядческую иерархию.
23 июня 1865 года Филарет (Захарович) вместе с Онуфрием (Парусовым) епископом Браиловским, Пафнутием (Овчинниковым) епископом Коломенский, иеромонахом Иоасафом и иеродьяконом Мельхиседеком, в Московском Троицком единоверческом храме, епископом Дмитровским Леонидом (Краснопевковым), викарием Московской епархии были присоединены к Православной Церкви на правах единоверия. Сразу же после совершения Миропомазания новоприсоединенные единоверцы были пострижены в монашество.
А 21 июля 1865 года ещё присоединились к Православной Церкви на правах единоверия бывший неокружнический епископ Тульский Сергий и архидиакон Кирилл (Загадаев). В 1867 году к ним примкнули ещё епископ Тульчинский Иустин и иеродьякон Феодосий.
Поначалу все новоприсоединённое братство жило в отдельном флигеле Чудова (кафедрального) монастыря, куда они вселились с благословения митрополита Московского Филарета ещё до присоединения к Православной Церкви.
Этот переход из старообрядчества в Православную Церковь стал одной из главных причин создания в Москве Никольского единоверческого монастыря.
После того как в 1868 году настоятелем Никольского единоверческого монастыря был избран священноинок Павел (Леднев), а Филарет (Захарович) стал исполнял должность казначея Никольского единоверческого монастыря.
Во многих миссионерских делах отец Филарет помогал настоятелю отцу Павлу (Ледневу), а порой и успешно заменял отсутствовавшего настоятеля.
Сподвигаемый отцом Павлом, игумен Филарет стал церковным писателем — сочинил и издал несколько противораскольнических сочинений.
По сторонним отзывам, как писатель, отец Филарет был самым способным, образованным и трудолюбивым из всех обратившихся из раскола в 1865—1867 годах членов белокриницкой иерархии.
Архимандрит Павел (Леднев) желал, чтобы по его кончине игумен Филарет был избран настоятелем монастыря, но в 1895 году (год кончины о. Павла) по старости и болезни игумен Филарет уже не мог управлять монастырём.
Скончался игумен Филарет мирно 11 июля 1901 года и был похоронен на Братском кладбище Никольского единоверческого монастыря.

## Главные труды
- Ответ на письмо глаголемого старообрядца. — М.: Унив. тип., 1865. — 29 с.
- О просфорах на проскомидии. — М., 1875.
- Старопечатный номоканон и его свидетельство о числе просфор на проскомидии. — М., 1876.
- О брадобритии. — М., 1879.
- Об осьмом веке (против учения беспоповцев о времени пришествия антихриста). — М., 1880.
- Был ли и остался ли предан так называемому старообрядчеству бывший босносараевский митрополит Амвросий. — М., 1881.
- О клятвах собора 1667 г. и о полемических книгах. — М., 1885.
- Ответы на девятнадцать вопросов старообрядцев. — М., 1885.
- Об открытии Никольского единоверческого монастыря в Москве: Ист. записка / Сост. игум. Филаретом. — М.: тип. Э. Лисснера и Ю. Романа, 1897. −30 с.